# When in Rome (2010)
When in Rome is een Amerikaanse komische film, die werd uitgebracht op 29 januari 2010. De film is geregisseerd door Mark Steven Johnson, die ook het scenario deels schreef. Hoofdrollen worden vertolkt door Kristen Bell, Josh Duhamel en Will Arnett. De film is een nieuwe versie van de film Three Coins in the Fountain uit 1954.

## Verhaal
Beth Harper, een succesvolle maar nog altijd ongehuwde kunstconservator, gaat naar Rome om de bruiloft van haar zus bij te wonen. Eenmaal daar pakt ze wat muntjes uit een fontein die bekendstaat als de “fontein der liefde” (niet te verwarren met de Trevifontein). Vanaf dat moment wordt ze achtervolgd door de mannen die deze muntjes in de fontein hadden gegooid, en nu stapelverliefd op haar zijn geworden. Ze volgen haar terug naar New York en proberen haar allemaal op hun eigen manier het hof te maken.

## Rolverdeling
- Kristen Bell - Beth Harper
- Josh Duhamel - Nick Beamon
- Alexis Dziena - Beths zus
- Jon Heder – goochelaar
- Dax Shepard – Gale
- Will Arnett – Italiaans artiest
- Anjelica Huston - Beths baas
- Danny DeVito – een van Beths achtervolgers
- Don Johnson - Beths vader
- Kate Micucci - Stacy Harper
- Dat Phan – Quan
- Alexa Havins - Lacey
- Denise Vasi - Gala hostess

## Varia
- De opnames van de film vonden plaats in Rome en New York.
- Ter promotie van de film presenteerden Don Johnson en Jon Heder samen WWE's Monday night RAW op 18 januari 2010.
- De Amerikaanse band 3OH!3 gebruikte de film als basis voor hun videoclip voor "Starstrukk Remix".
- De 'Fontein der liefde' is niet, zoals velen denken, de Trevifontein, maar een onbekende of niet bestaande fontein. De (echte) Trevifontein wordt namelijk in de film zelf getoond, op het moment van een van de betoveringen van de mannen.